# Bembidion fuchsi
Bembidion fuchsi är en skalbaggsart som beskrevs av Blaisdell. Bembidion fuchsi ingår i släktet Bembidion och familjen jordlöpare. Inga underarter finns listade i Catalogue of Life.